# 長森原の戦い

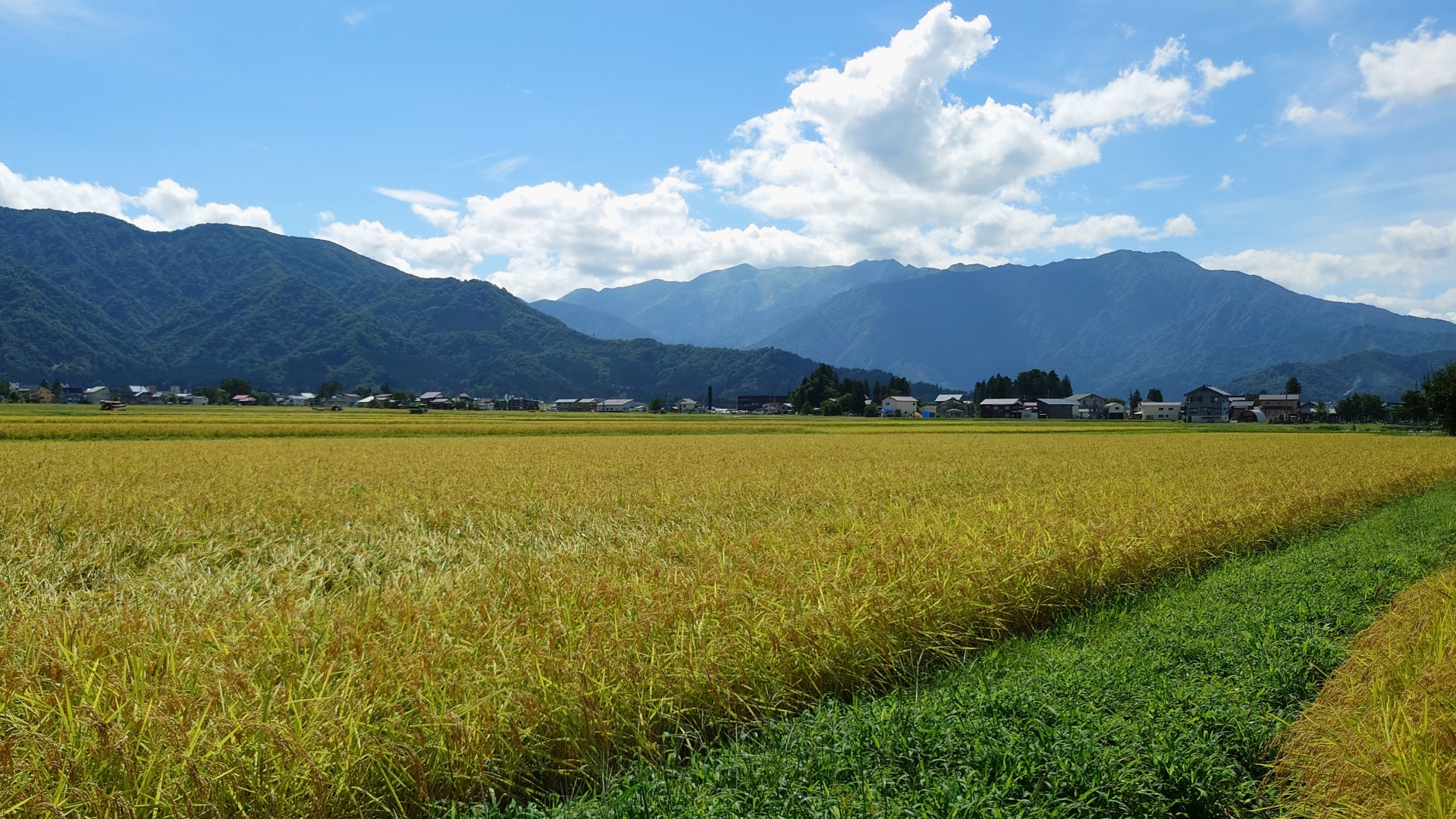
長森原

長森原の戦い（ながもりはらのたたかい）は、永正7年（1510年）6月20日(旧暦)に、越後国長森原（現・新潟県南魚沼市）で起きた戦い。

## 概要
上杉定実を擁した長尾為景軍が越後へ復帰した一方、関東管領上杉顕定は越後国人の人心を得られず、兵800を率い越後からの撤退を開始した。
長尾為景らは兵500を持ってこれを追撃、迎え撃った顕定方は防衛に成功。その後長尾方の援軍の高梨政盛が兵700を率い顕定方の側面を急襲、上杉顕定を討ち取り勝利した。
顕定方は長尾定明ら諸将も失い、大敗した。その後高梨方は長森村に有った石動神社へ戦勝報告をし祝杯を挙げたという。

## 地理

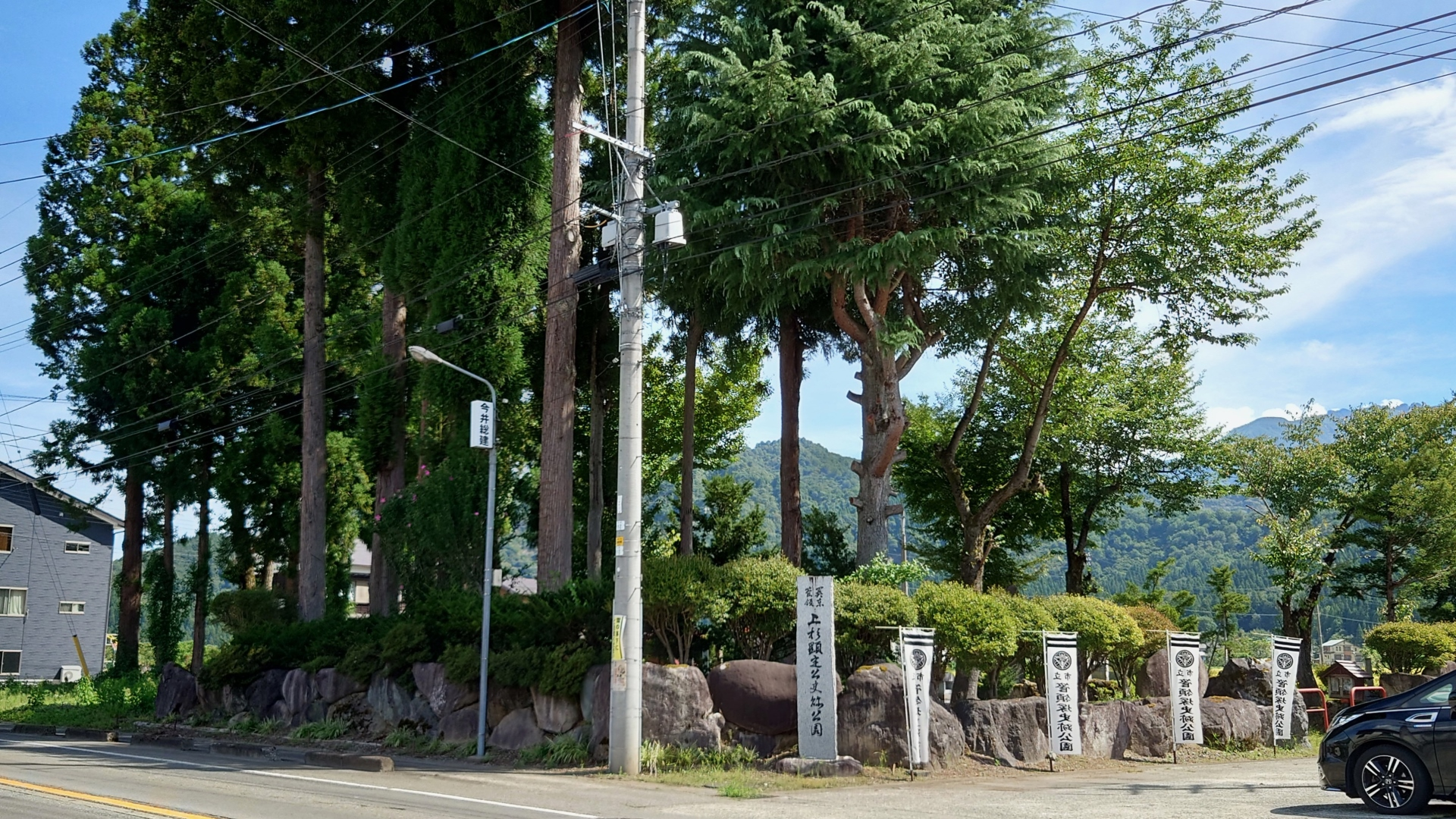
管領塚

長森原の戦いは宇田沢川左岸の扇状地において起きた戦いであり、下原村、新堀村、上原村、宇田沢川本流を挟んだ領域において行われた。当時の三国街道を挟むように宇田沢川側に高梨方、三国川側に顕定方の陣営が対峙し、長尾為景陣営は魚野川側に陣取っていた。現在の古戦場跡は田園地帯となっており、寺浦百塚と呼ばれる塚が点在し残存している。
宇田沢川直近には管領塚と呼ばれるひときわ大きな塚が残されており、管領塚史跡公園として整備されている。

## 戦後
これによって、長尾為景が上杉定実を名目上の越後守護・越後上杉氏当主に擁立して越後を実質支配する体制が成立した。
越後長尾氏と山内上杉家の敵対関係は以後40年近くの間続くことになるが、山内上杉氏は新興の北条氏によって次第に圧倒されるようになり、天文17年（1548年）頃より関東管領上杉憲政（系譜上は顕定の孫）と越後守護代長尾晴景（為景の長男）の間で関係修復が図られるようになる。間もなく、晴景は家中の内紛から弟の長尾景虎に家督を譲っているが、上杉憲政が北条氏康によって本国の上野を追われると、景虎はこれを受け入れた。そして、長森原の戦いから半世紀を経た永禄4年（1561年）に上杉憲政は長尾景虎に山内上杉家の名跡と関東管領職を譲ることになり、越後長尾家の系統が山内上杉家を継ぐことになった。

## 関係項目
- 永正の乱